# 埃德蒙·罗斯丹
埃德蒙·罗斯丹（法語：Edmond Rostand，1868年4月1日—1918年12月2日)，法国作家，剧作家，诗人，生于马赛，卒于巴黎。
他的妻子是诗人，他的儿子让·罗斯丹是作家，生物学家，院士。